# Vira Silenti
Vira Silenti, nome d'arte di Elvira Giovene (Napoli, 16 aprile 1931 – Roma, 1º novembre 2014), è stata un'attrice italiana.

## Biografia
Allieva a Roma dell'Accademia nazionale di danza diretta da Jia Ruskaja, viene scelta dopo un provino, per il film Una notte dopo l'opera, per la regia di Nicola Manzari, dove debutta a 10 anni dimostrando non comuni doti di recitazione. Dopo questo film, si dedica completamente al cinema accantonando la scuola di danza classica. L'inizio della sua presenza negli sceneggiati televisivi della Rai, dei primi anni cinquanta, è merito del regista Anton Giulio Majano, che la sceglie per Piccole donne. Successivamente lavorerà con una certa frequenza per il piccolo schermo, sia nelle commedie che negli sceneggiati televisivi (ad esempio Orgoglio e pregiudizio, del 1957). Lavora, anche se saltuariamente, nell'attività di doppiaggio, presso la CDC di Roma.
La sua carriera come attrice di cinema termina alla fine degli anni sessanta; continua però a recitare in televisione e in radio. Per la televisione lavora con registi come Daniele D'Anza, Vittorio Cottafavi, Eros Macchi (ad esempio ne La bella addormentata del 1963) e Ferrero, sino all'ultimo lavoro dove è stata diretta da Mario Foglietti nella Scuola dei duri, del 1981. Come doppiatrice ha lavorato essenzialmente per la televisione. È stata la voce di Barbara Rush in Flamingo Road; ha poi doppiato Constance Ford in Destini e Valerie Reynolds in Capitol; sempre in ambito di soap opera ha dato voce a personaggi di Quando si ama (Gwyneth Alden). Negli anni sessanta è stata anche interprete di fotoromanzi sul settimanale Grand Hotel.
È morta il 1º novembre 2014 all'età di 83 anni. La sera del 31 ottobre era stata investita da un'automobile in sorpasso mentre attraversava la strada sulle strisce pedonali. Era in compagnia dell'amica attrice Sara Franchetti, che ne ha poi comunicato la morte.

## Filmografia
- Una notte dopo l'opera, regia di Nicola Manzari (1942)
- Dagli Appennini alle Ande, regia di Flavio Calzavara (1943)
- In cerca di felicità, regia di Giacomo Gentilomo (1943)
- Vietato ai minorenni, regia di Mario Massa (1944)
- Montecassino, regia di Arturo Gemmiti (1946)
- Tempesta d'anime, regia di Giacomo Gentilomo (1947)
- Ultimo amore, regia di Luigi Chiarini (1947)
- Preludio d'amore, regia di Giovanni Paolucci (1947)
- Il fiacre n. 13, regia di Raoul André e Mario Mattoli (1948)
- Totò cerca moglie, regia di Carlo Ludovico Bragaglia (1950)
- Tototarzan, regia di Mario Mattoli (1950)
- Romanzo d'amore, regia di Duilio Coletti (1950)
- Menzogna, regia di Ubaldo Maria Del Colle (1952)
- Bellezze in motoscooter, regia di Carlo Campogalliani (1952)
- La nemica, regia di Giorgio Bianchi (1952)
- La storia del fornaretto di Venezia, regia di Giacinto Solito (1952)
- Lasciateci in pace, regia di Marino Girolami (1953)
- I vitelloni, regia di Federico Fellini (1953)
- La Gioconda, regia di Giacinto Solito (1953)
- François il contrabbandiere, regia di Giovanni Parolini (1953)
- Canzone appassionata, regia di Giorgio Simonelli (1953)
- William Tell regia di Jack Cardiff (1953: film incompiuto, fu sostituita poi da attrice viennese Waltraut Haas).
- Casa Ricordi di Carmine Gallone (1954)
- Lo que nunca muere, regia di J Salvator (1954)
- Domenica è sempre domenica, regia di Camillo Mastrocinque (1958)
- Vacanze d'inverno, regia di Camillo Mastrocinque (1959)
- Il figlio del corsaro rosso, regia di Primo Zeglio (1959)
- Maciste nella Valle dei Re, regia di Carlo Campogalliani (1960)
- Maciste nella terra dei ciclopi, regia di Antonio Leonviola (1961)
- Giuseppe venduto dai fratelli, regia di Irving Rapper (1961)
- Maciste all'inferno, regia di Riccardo Freda (1962)
- La bella addormentata, fiction tv, regia di Eros Macchi (1963)
- Il ponte dei sospiri, regia di Piero Pierotti (1964)
- Col cuore in gola, regia di Tinto Brass (1967)
- Commando suicida, regia di Cesare Bazzoni (1968)

## Sceneggiati televisivi Rai
- Piccole donne, dal romanzo di Louisa May Alcott, regia di Anton Giulio Majano, sceneggiato in 5 puntate dal 12 novembre al 10 dicembre 1955.
- Orgoglio e pregiudizio, dal romanzo di Jane Austen, regia di Daniele D'Anza, sceneggiato in 5 puntate del 21 settembre al 19 ottobre 1957.
- Umiliati e offesi, dal romanzo di Fëdor Dostoevskij, regia di Vittorio Cottafavi, sceneggiato in 4 puntate dal 27 settembre al 18 ottobre 1958.
- Giochi di società, episodio di Aprite: polizia!, regia di Daniele D'Anza (1958)
- I Giacobini, regia di Federico Zardi, sceneggiato in 6 puntate dall'11 marzo al 15 aprile 1962.
- Bambole: scene di un delitto perfetto, di Fabio Pittorru, regia di Alberto Negrin, sceneggiato televisivo di 3 puntate trasmesso dal 9 al 23 novembre 1980.
- Giallo di sera, episodio Costume Luigi XV , regia di Guglielmo Morandi, miniserie TV di 6 puntate - 1971

## Prosa televisiva Rai
- Romeo e Giulietta, di William Shakespeare, regia di Franco Enriquez, trasmessa il 29 gennaio 1954.
- Il delitto di Lord Saville, regia di Claudio Fino, trasmessa il 5 marzo 1954.
- Martina, commedia di Jean Jacques Bernard, regia di Mario Ferrero, trasmessa il 16 luglio 1954.
- Il tempo e la famiglia Conway, regia di Mario Landi, trasmessa il 10 dicembre 1954.
- Le zitelle di via Hydar, di Enzo Duse, regia di Silverio Blasi, trasmessa il 31 dicembre 1954.
- Anima allegra, dei fratelli Quirnerio, regia di Claudio Fino, trasmessa il 13 febbraio 1955.
- L'eroe, di George Bernard Shaw, regia di Ferruccio Cerio, trasmessa il 17 giugno 1955.
- Il medico volante, di Molière, regia di Mario Landi, trasmessa il 3 novembre 1956.
- Se tu non m'ami, di Paola Riccora, regia di Guglielmo Morandi, trasmessa il 22 dicembre 1956.
- L'orologio a cucù di Alberto Donini  versione televisiva messa in onda dalla RAI il 3 gennaio 1958 sul Programma Nazionale.
- Il gallo canta a mezzanotte, regia di Luigi Di Gianni, trasmessa il 27 maggio 1958.
- La vedova scaltra, di Carlo Goldoni, regia di Sandro Bolchi, trasmessa il 1º maggio 1959.
- Via della Chiesa, di Lennox Robinson, regia di Daniele D'Anza, 3 luglio 1959.
- Ricordo la mamma, regia di Guglielmo Morandi, trasmessa il 23 dicembre 1969.